# Babymetal × Kiba of Akiba
Singles de BABYMETAL et Kiba of Akiba
Doki Doki Morning
(2011) Headbanger!!
(2012)
Babymetal × Kiba of Akiba (BABYMETAL×キバオブアキバ) est un single duo dit "indépendant" entre le groupe féminin japonais BABYMETAL et le groupe de metal masculin japonais Kiba of Akiba.

## Présentation
Il s'agit aussi du 1er single indépendant du groupe Babymetal.
Il sort le 7 mars 2012 et atteint la 46e place dans les classements Oricon et y reste pendant 2 semaines. Le titre du single ne fait que présenter les chansons que le single contient: il y a donc 2 chansons inédites chacune interprétée par les deux groupes puis 2 chansons reprises: Kimi to Anime ga Mitai ~ Answer for Animation With You, une chanson de Kiba of Akiba mais chantée ici par Babymetal ainsi que Do・Ki・Do・Ki☆MORNING de ce dernier mais chantée ici par le groupe-voisin.
La première chanson du single Ii ne! figurera en version remixée sur le deuxième album intitulé Sakura Gakuin 2011nendo ~FRIENDS~ du groupe Sakura Gakuin, dont Babymetal fait partie en parallèle, et figurera en même temps sur le premier album du groupe lui-même Babymetal, qui sortira peu après le 26 février 2014.
Le style de musique principal pour ces chansons est le metal sachant que Babymetal et  sont deux groupes différents ayant pourtant le
même genre de musique.

## Liste des titres
| No | Titre                                                                                     | Origines ou Interprètes                                   | Durée |
| -- | ----------------------------------------------------------------------------------------- | --------------------------------------------------------- | ----- |
| 1. | Ii ne! (いいね！)                                                                         | Babymetal                                                 | 4:10  |
| 2. | Party @The BBS                                                                            | Kiba of Akiba                                             | 3:42  |
| 3. | Kimi to Anime ga Mitai ~ Answer for Animation With You (Bonus Track) (君とアニメが見たい) | Babymetal feat. You (Reprise d'un titre de Kiba of Akiba) | 4:00  |
| 4. | Do・Ki・Do・Ki☆MORNING Ver.Koa (Bonus Track) (ド・キ・ド・キ☆モーニング)                  | Kiba of Akiba (Reprise d'un titre de Babymetal            |       |